# Slovakiet Rundt
Slovakiet Rundt (officielt Okolo Slovenska) er et slovakisk etapeløb i landevejscykling som arrangeres hvert år i september. Løbet er blevet arrangeret siden 1954. Løbet er af UCI klassificeret med 2.1 og er en del af UCI Europe Tour.

## Vindere
| År                        | Vinder                     | Toer                  | Treer                      |
| ------------------------- | -------------------------- | --------------------- | -------------------------- |
| 1954                      | Karel Nesl                 | Josef Křivka          | Jan Kubr                   |
| 1955                      | Jan Veselý                 | Bedrich Plank         | Vlastimil Ružička          |
| 1956                      | Aurelio Cestari            | Alberto Emiliozzi     | Karl-Magnus Åmell          |
| 1957                      | Pierre Le Don              | Günter Oldenburg      | Horst Kappel               |
| 1958                      | Walter Renner              | Josef Křivka          | Rudolf Revay               |
| 1959                      | Lothar Höhne               | Jan Malten            | Ludevit Wiezner            |
| 1960                      | Antal Megyerdi             | Rudolf Revay          | František Konečný          |
| 1961-1963 ikke arrangeret |                            |                       |                            |
| 1964                      | Matej Laczo                | Ladislav Heller       | Jiří Háva                  |
| 1965                      | Jiří Háva                  | Pavel Konečný         | Bernd Patzig               |
| 1966                      | Pavel Konečný              | Pavel Doležel         | Jiří Háva                  |
| 1967                      | Miloš Hrazdíra             | Jiří Háva             | Pavel Konečný              |
| 1968                      | Miloš Hrazdíra             | Ján Svorada           | Břetislav Souček           |
| 1969                      | Břetislav Souček           | Ladislav Biľo         | Miloš Hrazdíra             |
| 1970                      | Vlastimil Moravec          | Jiří Vlček            | Rudolph Labus              |
| 1971                      | Jiří Háva                  | Alois Holík           | Ladislav Biľo              |
| 1972                      | Antonín Bartoníček         | Vladimír Vondráček    | Ladislav Biľo              |
| 1973                      | Miloš Hrazdíra             | Rudolph Labus         | Ľudovít Pavela             |
| 1974                      | Pavol Čambal               | Antonin Sel           | Jiří Bartolšic             |
| 1975                      | Josef DvoÅ™Ã¡k             | Rudolph Labus         | Ján Stejskal               |
| 1976                      | Jiří Škoda                 | Ján Kružic            | Jostein Wilmann            |
| 1977                      | Miroslav Sýkora            | Bernd Drogan          | Svatopluk Henke            |
| 1978                      | Theo de Rooij              | Ramazan Galaletdinov  | Aleksandr Gusyatnikov      |
| 1979                      | Jaroslav Poslušný          | Jan Brzeźny           | Andrei Vedernikov          |
| 1980                      | Jiří Škoda                 | Sergej Sukhorutjenkov | Jiří Stratílek             |
| 1981                      | Andrei Vedernikov          | Jurij Barinov         | Sergei Prybyl              |
| 1982                      | Vladimir Voloshin          | Ladislav Ferebauer    | Bernd Drogan               |
| 1983                      | Bernd Drogan               | Andrei Toporichev     | Miroslav Sýkora            |
| 1984                      | Miroslav Sýkora            | Vladimír Dolek        | Andrzej Mierzejewski       |
| 1985                      | Jiří Škoda                 | Kurt Konrad           | Bruno Bulić                |
| 1986                      | Václav Toman               | Gennadij Alexasis     | Miloslav Vašíček           |
| 1987                      | Ivan Ivanov                | Piotr Ugrumov         | Miloslav Vašíček           |
| 1988                      | Tomáš Sedláček             | Vladimír Švehlík      | Kurt Konrad                |
| 1989                      | Pavel Tonkov               | Vladimír Kozárek      | Andrei Vedernikov          |
| 1990                      | Miroslav Lipták            | Milan Dvorščík        | Tomáš Sedláček             |
| 1991                      | Heinrich Trumheller        | Pavel Tonkov          | Lutz Lehmann               |
| 1992                      | Lubor Tesař                | Pavel Padrnos         | Mike Weissmann             |
| 1993                      | Sergej Gontjar             | Patrick Moster        | Steffen Blochwitz          |
| 1994                      | Vladimír Švehlík           | Heiko Latocha         | Alexei Nakazny             |
| 1995                      | František Trkal            | Robert Pintarič       | Vladimír Švehlík           |
| 1996                      | Ján Valach                 | Roman Broniš          | Boris Premužič             |
| 1997                      | Jaromír Purmenský          | Igor Kranjec          | Matthias Jandt             |
| 1998                      | Andrej Hauptman            | Marcel Strauss        | Jaromír Friede             |
| 1999                      | Ondřej Sosenka             | Charles Wegelius      | Piotr Chmielewski          |
| 2000                      | René Andrle                | Kim Kirchen           | Ondřej Fadrny              |
| 2001                      | František Trkal            | Matija Kotnik         | Michal Prusa               |
| 2002                      | Gustav Larsson             | Luke Roberts          | Leonardo Zanotti           |
| 2003                      | Ondřej Sosenka             | Cezary Zamana         | Dawid Krupa                |
| 2004                      | Piotr Chmielewski          | Dawid Krupa           | Kamil Vrána                |
| 2005                      | Martin Prázdnovský         | Martin Riška          | Eduard Vorganov            |
| 2006                      | Radosław Romanik           | René Andrle           | Kristoffer Gudmund Nielsen |
| 2007                      | Joost van Leijen           | Martin Mareš          | Marcin Sapa                |
| 2008                      | Kristoffer Gudmund Nielsen | Péter Kusztor         | Sergej Firsanov            |
| 2009                      | Leigh Howard               | Stefan Schäfer        | Pasquale Muto              |
| 2010                      | Robert Vrečer              | Timon Seubert         | Maroš Kováč                |
| 2011                      | Nikita Novikov             | Tomislav Dančulović   | Kristijan Đurasek          |
| 2012                      | Enrico Rossi               | Alexander Prischpetni | Davide Rebellin            |
| 2013                      | Petr Vakoč                 | Tim Mikelj            | Maroš Kováč                |
| 2014                      | Oleksandr Polivoda         | Kristjan Fajt         | Matija Kvasina             |
| 2015                      | Davide Viganò              | Matthias Krizek       | Paweł Cieślik              |
| 2016                      | Mauro Finetto              | Vitalij Buts          | Kirill Pozdnjakov          |
| 2017                      | Jan Tratnik                | Mattia Cattaneo       | Piotr Brożyna              |
| 2018                      | Julian Alaphilippe         | Jan Tratnik           | Cesare Benedetti           |
| 2019                      | Yves Lampaert              | Arnaud Démare         | Stefan Küng                |
| 2020                      | Jannik Steimle             | Nico Denz             | Shane Archbold             |
| 2021                      | Peter Sagan                | Jannik Steimle        | Cees Bol                   |
| 2022                      | Josef Černý                | Mauri Vansevenant     | Koen Bouwman               |
| 2023                      | Rémi Cavagna               | Stefan Küng           | Milan Vader                |
| 2024                      | Mauro Schmid               | Julian Alaphilippe    | Felix Engelhardt           |
| 2025                      |                            |                       |                            |